# Ivarr de Waterford
Pour les articles homonymes, voir Ivarr.
Ivarr de Waterford vieux-norrois : Ívarr) (mort en 1000) est un roi viking de Waterford  (gaélique : rí Puirt Láirgi) de 969 à 1000. Il fut peut être prétendant au royaume viking de Dublin de 989 à 993, avant d'y régner brièvement en 994 -995 en concurrence avec Sigtryggr Silkiskegg.

## Origine
Ivarr ou Ivar dont l’ascendance précise n’est pas  connue est issu de la dynastie Uí Ímair. Il est sans doute un petit-fils  de Ragnall Uí Ímair et vraisemblablement le fils de cet « Ímair, Tanist des étrangers » tué lors d’un grand combat contre Ruaidrí Ua Canannáin en 950.
Cet Ímair (i.e: Ivar) était sans  doute un fils du puissant Ragnall Uí Ímair, qui après avoir occupé Waterford  lançait des raids sur le Munster pendant la seconde décade du Xe siècle avant de s’emparer du royaume viking d'York. Cette hypothèse est confortée par le fait que deux fils et un petit-fils d’Ivar de  Waterford portent le nom de Ragnall.

## Règne
Ivar de Waterford (gaélique : Puirt Láirgi ou Port-Lairge) a une longue carrière documentée à partir de 969 lorsqu’il apparaît comme un allié de Mathgamain mac Cennétig du Dál gCais dans la défense du royaume Osraige contre les attaques de Murchad mac Finn, roi de Leinster
En 982 Ivar pille Kildare En 983  il est cette fois l’allié avec le roi de Leinster Domnall Claen mac Lorcáin du clan Uí Dúnlainge dans une grande bataille contre  Mael Seachnaill II Mór du Clan Cholmáin, Ard ri Erenn, et Glúniairn (fils de Olaf Kvaran), le roi de Dublin. Son parti subit une défaite dans laquelle est tué son fils Gilla Pátraic ce qui permet à  Máel Sechnaill de ravager ensuite le « Leinster jusqu’à la mer ».
Onze ans  plus tard Ivar, maintenant appuyé ses autres fils, tente d’imposer son hégémonie sur le royaume de Dublin. En 993 il est relevé dans  les Annales d'Inisfallen qu’il est expulsé de Dublin peut être après avoir tenté d’y régner depuis 989 en opposition avec le frère du défunt roi  Glúniairn Sigtryggr Silkiskegg, mais selon les Annales des quatre maîtres, cette expulsion serait liée à « l’intercession des saints » 
Un an après en 994, Ivar règne de nouveau à Dublin  après en avoir expulsé Sigtryggr  cependant il ne réussit qu’a se maintenir qu'une année au maximum car  Sigtryggr Silkiskegg revient et le force à abandonner Dublin à son tour en 994-995 
La dernière action guerrière connue d’Ivar est entreprise contre les  Uí Cheinnselaigh au Leinster in 998,  où son armée perd de nombreux hommes et la plus grande partie de ses chevaux. Les Annales relèvent sa mort deux ans plus tard sans en préciser la cause..

## Unions et postérité
Les noms de l’épouse ou des épouses d’Ivar sont inconnus mais il semble probable qu’il ait contracté une union avec une fille de  Donnubán mac Cathail roi des Uí Fidgenti, née sans doute d’une fille ou d’une petite fille de Ivarr de Limerick. Une autre de ses compagnes semble avoir été issue de la dynastie d’Osraige peut être une fille de  Gilla Pátraic mac Donnchada, roi d’Osraige. De ses unions il laisse :
- Gilla Pátraic (tué en 983) dont le nom suggère une mère liée à la dynastie d’Osraige et chrétienne car ce patronyme est commun parmi les membres de cette dynastie[12]
- Ragnall tué en 995 par les « Hommes du Leinster » [13]
- Donndubán tué en  996 par les « Hommes du Leinster » [14]  nom extrêmement rare qui en fait probablement un petit-fils de  Donndubán mac Cathail
- Ragnall mac Ímair, roi de Vaterford (mort en  1018)  [15] qui est son successeur ;
  -  ? mac Ragnaill tué en 1015 par les Ui-Liathain  [16]
  - Ragnall mac Ragnaill meic Imuir, roi de  Waterford (tué à Dublin en 1035) [17] peut-être père de : 
    - Margad Ragnaldson
- Sihtric mac Ímair, roi de Waterford (tué  en 1022 par les hommes d’Osraige) [18]